# Synagoge (Klimontów)

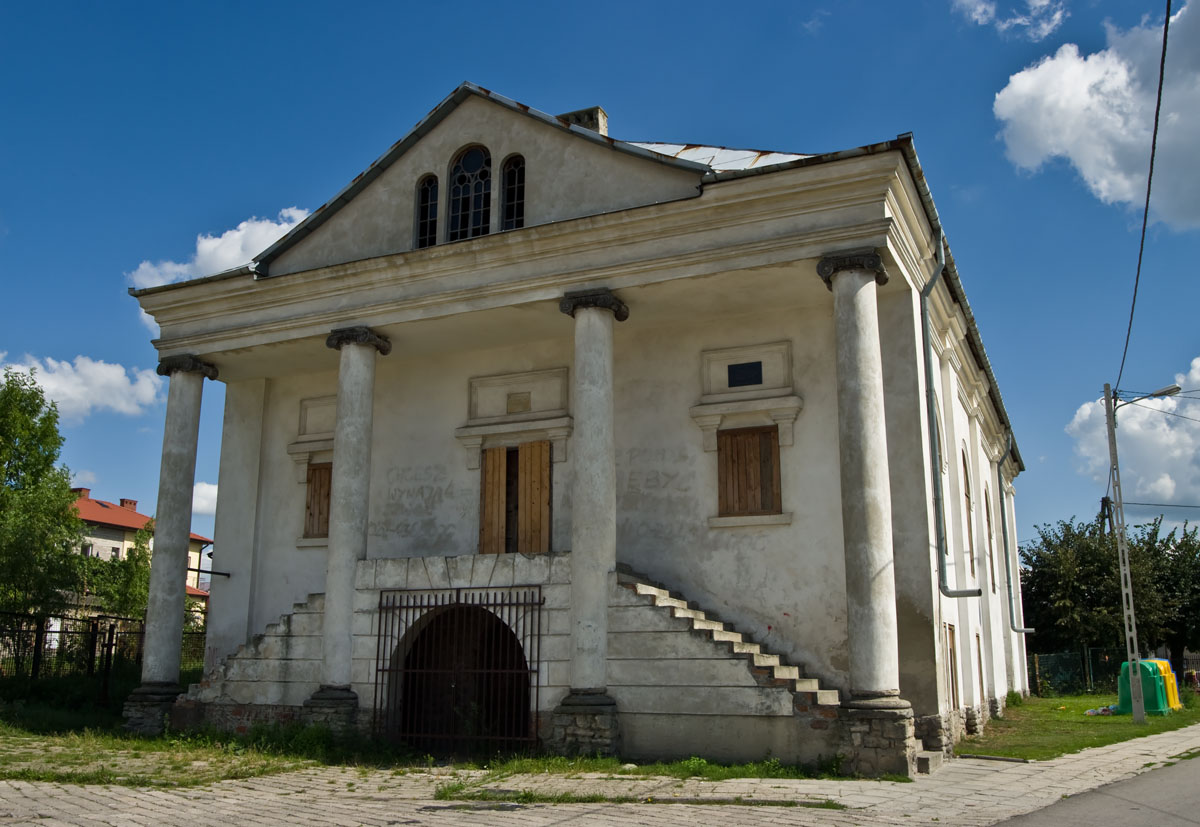
Synagoge (2009)

Die Synagoge in Klimontów, einer polnischen Stadt im Powiat Sandomierski in der Woiwodschaft Heiligkreuz, wurde Mitte des 19. Jahrhunderts gebaut.

## Geschichte
Die Synagoge wurde in den Jahren 1846–1851 errichtet. Während der deutschen Besetzung Polens 1939–1945 diente sie als Lager. Danach verfiel sie für einige Jahre. 1985 wurde sie restauriert. Dabei wurde sie im Inneren völlig verändert und schließlich von der lokalen Administration genutzt. In den letzten Jahren wurde sie nochmals renoviert und gehört jetzt der Union der jüdischen religiösen Vereinigungen in Polen.

## Beschreibung
Das Gebäude im Stil des Klassizismus hat einen nahezu quadratischen Hauptraum, dem Gebetsraum der Männer. Dem sind im Westen Räume vorgelagert mit dem Frauengebetsraum darüber.
Davor ist ein Portikus mit vier ionischen Säulen. Hier befinden sich auch zwei symmetrische Treppenaufgänge zum Eingangsbereich der Frauenräume und darunter der halbkreisförmige Eingang für die Männer.
Bedeckt ist das Gebäude mit einem Walmdach; es hat an der Westseite noch einen Giebel.
An der Nord- und Südseite sind je vier, durch Pilaster getrennte, Rundbogenfenster und an der Ostseite zwei weitere. Im Westen sind zwei rechteckige Fenster für die Frauenräume.
Innen haben alle Räume eine ebene Holzdecke. An der Ostwand ist noch die Nische für den Toraschrein zu sehen.